# Бром
Бром (Br) — хімічний елемент з атомним номером 35, що належить до галогенів і утворює однойменну просту речовину Br2, червоно-буру рідину з різким запахом.
Кларк брому 1,6·10−4% за масою. Він проявляє валентність від 1 до 7. Молекула брому двоатомна (формула Br2).

## Історія

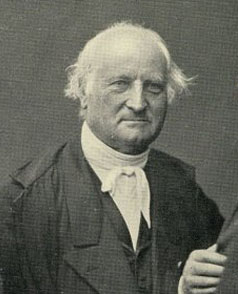
Антуан-Жером Балар

Бром добув французький хімік Антуан-Жером Балар у 1826 році з морських водоростей. Промислове виробництво почалося з 1860 року.

## Походження назви
Назву запропонував Жозеф Луї Гей-Люссак, яка походить від грец. βρῶμος — сморід (сморід цапа).

## Поширення в природі

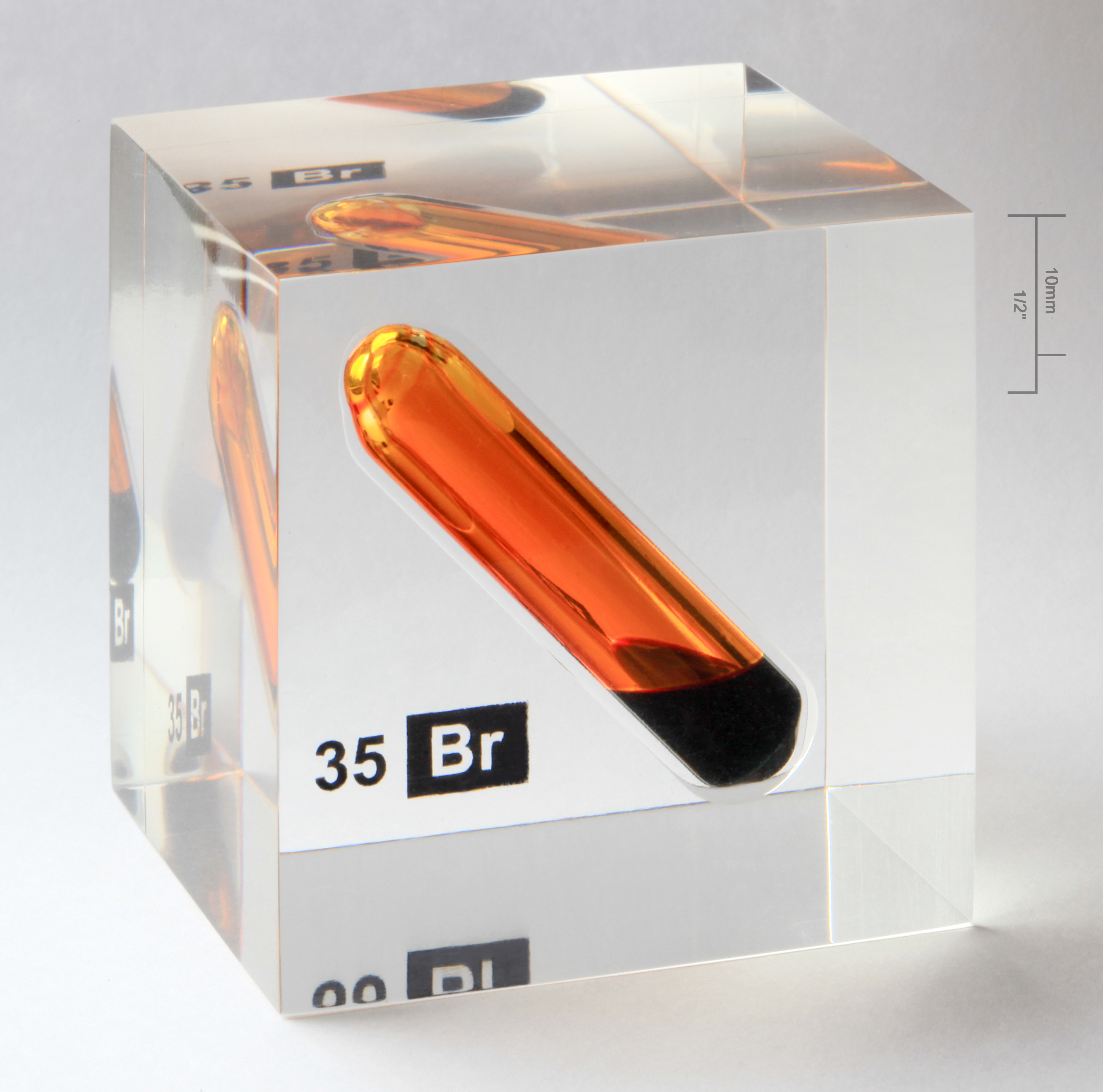
Ампула з бромом всередині акрилового куба

Бром поширений у природі і в розсіяному стані зустрічається повсюдно. Майже всі сполуки брому розчиняються у воді і тому він легко вилуговується з гірських порід. Як домішка, він присутній в сотнях мінералів. Але є лише невелика кількість нерозчинних у воді мінералів — галогенідів срібла і міді. Найвідоміший з них — бромаргірит AgBr. Інші мінерали — йодоброміт Ag(Br, Cl, I), емболіт Ag(Cl, Br). Власних мінералів брому мало ще й тому, що його йонний радіус дуже великий і йон брому не може надійно закріпитися в кристалічній решітці інших елементів, разом з катіонами середніх розмірів. У накопиченні брому основну роль відіграють процеси випаровування океанічної води, в результаті чого він накопичується як в рідкій, так і у твердій фазах. Найбільші концентрації відзначаються в кінцевих маткових розсолах. У гірських породах бром присутній головним чином у вигляді йонів, які мігрують разом з ґрунтовими водами. Частина земного брому пов'язана в організмах рослин у складні і здебільшого нерозчинні органічні сполуки. Деякі рослини активно накопичують бром. Це в першу чергу бобові — горох, квасоля, сочевиця, а також морські водорості. У морі зосереджена велика частина брому. Є він і у воді солоних озер, і в підземних водоносних пластах, супутніх родовищам горючих копалин, а також калійних солей і кам'яної солі. Є бром і в атмосфері, причому вміст цього елементу в повітрі приморських районів завжди більше, ніж в районах з континентальним кліматом.
Як вихідна сировина для виробництва брому служать:
1. Морська вода (65 мг/л)
2. Розсоли соляних озер
3. Підземні води нафтових і газових родовищ

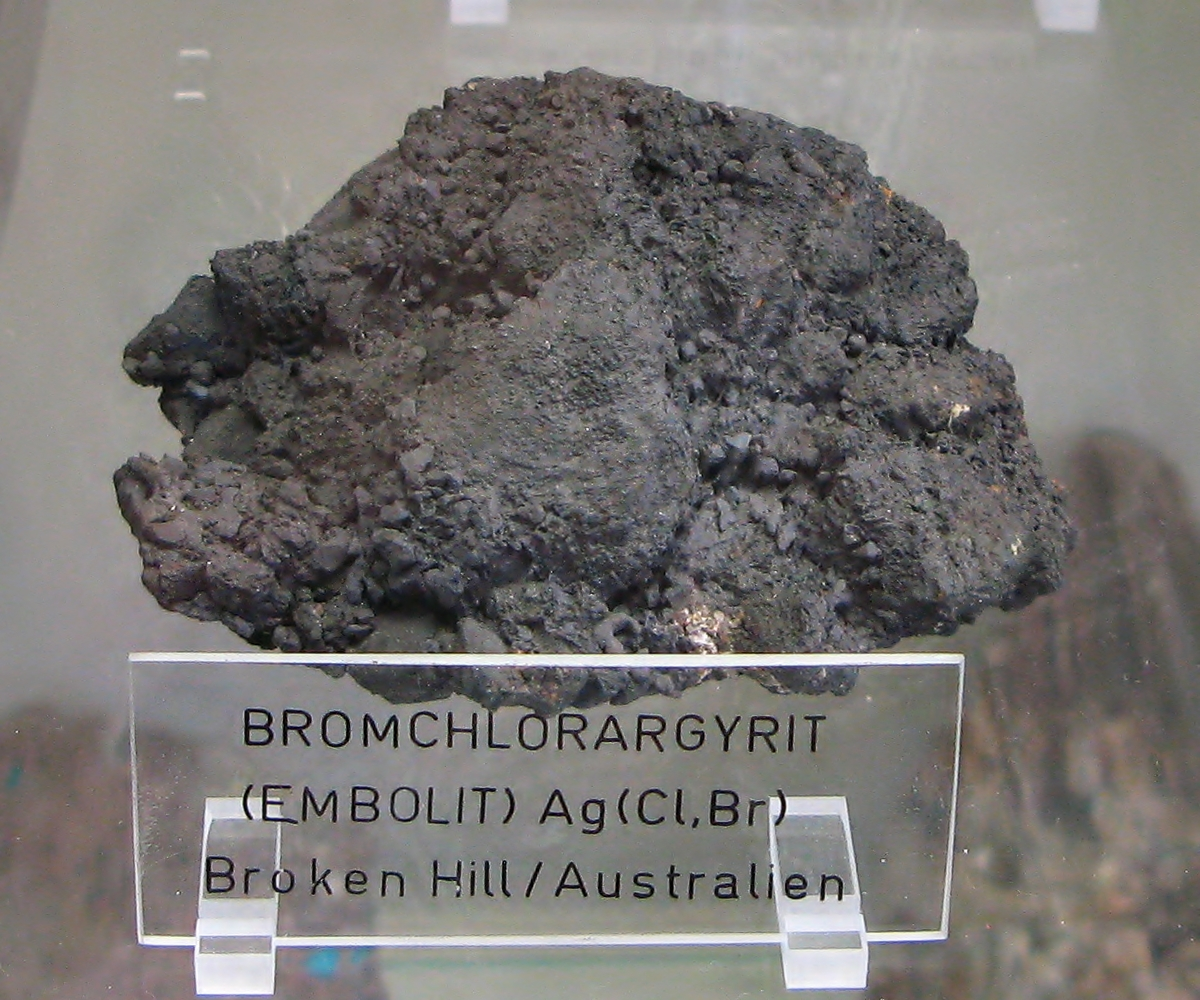
Австралійський емболіт — Ag(Cl, Br)

## Отримання
Мінерали: бромаргірит AgBr, емболіт Ag(Cl, Br). У природі бром знаходиться в розсіяному стані, супутник хлору. Легко вилуговується. Міститься у морській воді (0,065 % за масою), розсолах соляних озер (до 0,2 %), підземних розсолах, пов'язаних з соляними і нафтовими родовищами. Ізоморфні домішки брому є в кам'яній солі, сильвіні, карналіті, бішофіті.
Промислово бром отримують окисленням бромідів хлором. Джерелом бромідів служить морська вода:
2 Br− + Cl2 → 2 Cl− + Br2
В лабораторії добувають дією сірчаної кислоти на бромід в присутності MnO2 та нагріванні:
NaBr (тв) + H2SO4 (aq) → HBr (aq) + NaHSO4 (aq)
2 HBr (aq) + H2SO4 (aq) → Br2 (г) + SO2 (г) + 2 H2O (р)

## Хімічні властивості
Бром належить до головної підгрупи сьомої групи періодичної системи. Маючи в зовнішньому електронному шарі сім електронів, його атоми легко віднімають валентні електрони від атомів інших елементів і перетворюються в негативно одновалентні іони Br−. Цим самим проявляються його різко виражені окисні властивості.

### Реакції з неметалами
Бром реагує з воднем: Br2+Н2 → 2HBr
Не реагує з киснем, але відомі його оксиди отримані іншими шляхами: Дає сполуки з фтором

### Реакції зі складними неорганічними сполуками
3Br2+ 3H2O = HBrO3+ 5HBr

### Реакції з органічними сполуками

#### Заміщення
Алкани реагують із бромом при нагріванні, реакція проходить по радикальному механізму:
CH3-CH3 + Br2 → C2H6−xBrx + HBr.
Ароматичні сполуки реагують по іонному механізму, в присутності каталізаторів (напр. AlBr3):
C6H6 + Br2 → C6H5Br + HBr
Фенол бромується у водному розчині й без каталізатора. Кетони бромуються набагато легше за відповідні алкани:
Ph-CO-CH2-CH3 + Br2 -H+→ Ph-CO-CHBr-CH3 + HBr

#### Приєднання
Бром приєднується по подвійному зв'язку алкенів: CH2=CH2 + Br2 → Br-CH2-CH2-Br

#### Окиснення
З оксигеном в реакцію не вступає.

## Застосування
Застосовують бром і його сполуки у фотографії (як світлочутлива речовина), медицині (як заспокійливий засіб), виробництві барвників, виробництві зброї (у часи Першої світової війни для виробництва бойових отруйних речовин), у техніці (як потужний окислювач ракетного палива, як інсектициди і пестициди), в нафтовидобутку тощо.

## Біологічна роль
Препарати брому діють заспокійливо на організм людини. Бром і його пара сильно токсичні. Вже при вмісті брому в повітрі в концентрації близько 0,001 % (за об'ємом) спостерігається подразнення слизових оболонок, запаморочення, носові кровотечі, а при вищих концентраціях — спазми дихальних шляхів, задуха.

## Особливості роботи
При роботі з бромом слід користуватися захисним спецодягом, протигазом, спеціальними рукавичками. Через високу хімічну активність і токсичність, як парів брому, так і рідкого брому його слід зберігати в скляній, щільно закоркованій товстостінній посудині. Склянки з бромом розташовують у ємностях з піском, який охороняє склянки від руйнування при струшуванні. Через високу густину брому склянки з ним в жодному разі не можна брати тільки за горло (горло може відірватися, і тоді бром виявиться на підлозі). По реакції, зазначеної нижче, доцільно посипати протоки карбонатом натрію:
3Br2 + 3Na2CO3 → 5NaBr + NaBrO3+ 3CO2↑,
або вологою харчовою содою:
6NaHCO3+3Br2=NaBrO3+5NaBr+6CO2+3H2O.
Однак реакція елементарного брому з содою має сильно екзотермічний характер, що веде до збільшення випаровування брому, до того ж виділювана вуглекислота також сприяє випаровуванню, тому користуватися вищеописаними методами не рекомендується. Найкраще для дегазації брому підходить водний розчин тіосульфату натрію Na2S2O3. Для локалізації великих проливів брому можна використовувати розчин тіосульфату натрію з добавками піноутворюючих речовин і аеросилу. Цей же розчин (3—5 % тіосульфат натрію) використовується для змочування ватно-марлевих пов'язок, які допомагають захистити органи дихання від парів брому.

## Міф
Існує легенда, буцімто в їжу для військовослужбовців (при виробництві крохмалю, який відправляли на військові склади) додають бромовмісні речовини для зменшення потягу чоловіків до жінок і зниження потенції. Проте бром має лише заспокійливу дію, і якби це було справді так, то смак їжі був би відчутно солоним.[джерело?]